# Claudia Uhle
Claudia Uhle (* 15. März 1976 in Ost-Berlin) ist eine deutsche Sängerin und Gesangslehrerin. Sie ist Frontfrau der Gruppe X-Perience und singt seit 2004 für ihr Solo-Projekt Angelzoom.

## Musikalische Ausbildung
Claudia Uhle hatte als Kind zunächst Flöten- und Klavierunterricht, interessierte sich aber mehr für den Gesang. Um ihren Gesangsunterricht zu finanzieren, arbeitete sie in Berlin als Organistin für viele kirchliche Gemeinden in Gottesdiensten.
Claudia Uhle besuchte die Berliner Georg-Friedrich-Händel-Oberschule, eine Musikspezialschule. Während der Schulzeit sang sie in verschiedenen Chören, als Teenager sogar schon an der Deutschen Staatsoper.

## X-Perience
Nach ihrer Ausbildung trat sie 1995 der Popgruppe X-Perience bei, in der auch schon ihr Bruder Matthias Uhle tätig war. 1996 hatten sie ihren Durchbruch mit dem Stück A Neverending Dream.
2007 trennten sich die Wege zwischen X-Perience und Claudia Uhle, bevor die Sängerin im Januar 2020 wieder zur Gruppe zurückkehrte.

## Angelzoom

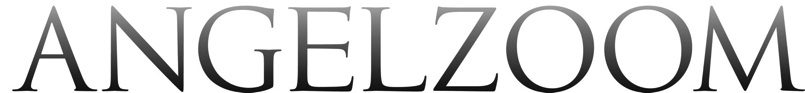
Logo des Projektes Angelzoom

2004 startete sie ihr Soloprojekt Angelzoom. Ähnlich wie auf dem dritten X-Perience Album Journey of Life vermischt Angelzoom Ethno- und Folkeinflüsse mit gemäßigten Trance-Rhythmen.
Im Jahre 2004 kamen über das Metal-Label Nuclear Blast, das diese Musikrichtung zu „Dark Ambient Electronic“ einordnet, die Debütsingle Fairyland auf dem Markt. Der Titel konnte sich in den deutschen Charts platzieren. Anfang 2005 wurde Back in the Moment, ein Duett mit Joachim Witt, veröffentlicht.
Die Dreharbeiten zum Video für die Single The Things You Said, ursprünglich von Depeche Mode, fanden Mitte Mai 2010 in Dublin statt. Die Single erschien am 10. September 2010, zwei Wochen später folgte das Album Nothing is Infinite.
Seit 2020 tritt Uhle wieder mit ihrer Band X-Perience auf und veröffentlichte mit dieser zwei Alben – 555 (2020) und We Travel the World (2023). Am 27. September 2024 wurde die „20th Anniversary Edition“ ihres Debütalbums veröffentlicht. Auf der Doppel-Vinyl befinden sich neben den 15 Originalsongs noch eine B-Seite und fünf neue Titel. Am 14. Februar 2024 wurde die Doppel-Vinyl Angelzoom mit einer zusätzlichen CD veröffentlicht, auf dieser befinden sich die fünf neuen Songs sowie weitere neue Songs und Mixe.

## Diskografie

### Alben
- 2004: Angelzoom
- 2010: Nothing is Infinite

### Singles
- 2004: Fairyland
- 2005: Back in the Moment (feat. Joachim Witt)
- 2010: The Things You Said
- 2011: Everyone Cares
- 2013: A Lily of the Valley
- 2014: Lascia Ch'io Pianga (feat. The Dark Tenor)
- 2024: 80s Forever